# Bayındır (İzmir)
Pour l’article homonyme, voir Bayindir.

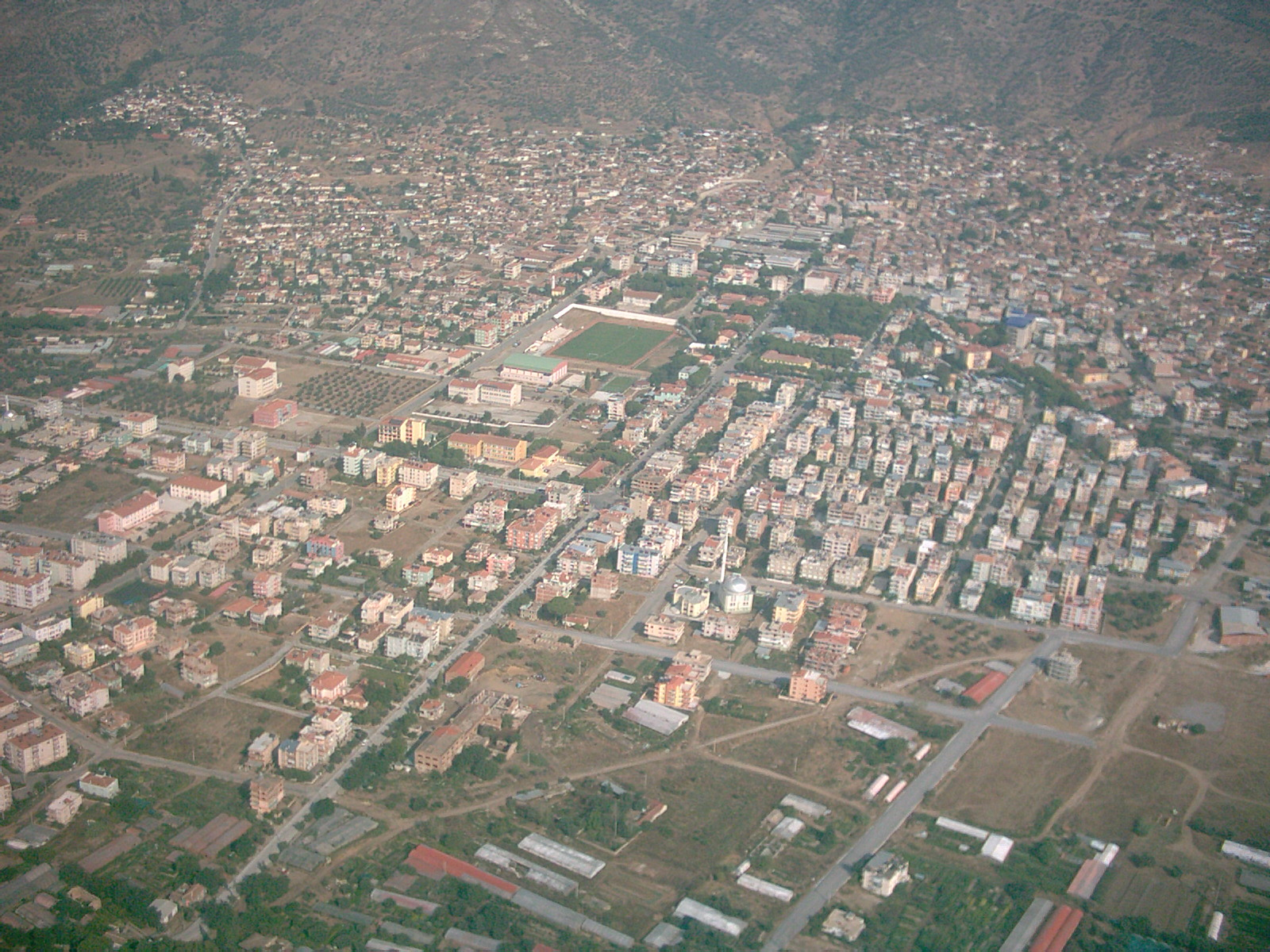
Aerial view of Bayındır, İzmir

Bayındır est une ville et un district de la province d'İzmir dans la région égéenne en Turquie.